# Sânzieni
Sânzieni (en hongrois: Kézdiszentlélek) est une commune roumaine du județ de Covasna, dans le Pays sicule (aire ethnoculturelle et linguistique), en Transylvanie. Elle est compose des quatre villages suivants:
- Cașinu Mic (Kiskászon)
- Petriceni (Kézdikõvár)
- Sânzieni, siège de la commune
- Valea Seacă (Kézdiszárazpatak)

## Monuments et lieux touristiques
- Église catholique Saint-Esprit du village de Sânzieni (construite au XVe siècle), monument historique[1]
- Église catholique Saint Laurent du village de Petriceni (construite au XIXe siècle), monument historique
- Chapelle roumain-catholique Saint Étienne du village de Sânzieni (construite au XIIe siècle), monument historique
- Croix de pierre du village Sânzieni (construite au XVIIIe siècle), monument historique
- Manoir Pótsa, Petriceni (construite au XVIIIe siècle), monument historique
- Manoir Tamás Elek, Sânzieni (construite 1810-1820)
- Manoir Könczey, Sânzieni (construite au XVIIe siècle), monument historique
- Moulin à eau du village de Valea Seacă (construite au XIe et Xe siècles), monument historique
- Site archéologique de Valea Seacă (forteresse dace)
- Musée du village Cașinu Mic[2]